# セルジオ・アッツォリーニ
セルジオ・アッツォリーニ（イタリア語: Sergio Azzolini、1967年1月15日 - ）は、イタリアのファゴット奏者、指揮者。バーゼル音楽大学教授。

## 経歴
1967年、ボルツァーノ生まれ。ハノーファー音楽大学在学中にヨーロッパ・ユース・オーケストラ首席奏者として演奏活動を開始した。数少ない管楽器のソロ演奏家として活動を続けている。ピリオド楽器奏者としても力を注いでいる。
EMIの契約アーティストとして数多くの録音を発表、受賞作品も多い。ザビーネ・マイヤー管楽アンサンブル、モーリス・ブルグ・トリオ等、有力な室内楽グループのメンバーとして活動してきた。
2002～2007年には、ポツダム室内アカデミーの音楽監督を務めた。”Ensemble Baroque de Limoges” “Parnassi Musici”等の古楽アンサンブルにも参加し、未知の楽譜の発掘や既存の出版譜の再校訂等、資料研究も進めている。演奏活動の傍ら、教育活動にも取り組み、ワイマール音楽大学、ウィーン音楽院等各地でマスターコースの講師として招聘されている。シュトゥットガルト音楽大学教授を経て、バーゼル音楽大学教授を務めている。

## 受賞・栄典
- C.M.v.ウェーバーコンクール
- プラハの春国際コンクール
- ミュンヘン国際音楽コンクール
  - 1989年木管五重奏部門第1位
  - 1990年ファゴット部門１位なし第2位